# Telefonvertrag
Ein Telefonvertrag ist in der Regel eine Kombination von verschiedenen Vertragstypen des Zivilrechts. Je nach vereinbarten Leistungen von Telefonanbieter und Kunde entstehen verschiedene Vertragstypen und verschiedene Leistungspflichten.
Telefonverträge werden in den Industrienationen zum Massengeschäft gezählt. Für das Jahr 2006 wurde die Zahl der Telefon- und Mobilfunkanschlüsse, und damit der Telefonverträge, auf weltweit ca. 4 Milliarden geschätzt, wobei von einem starken Wachstum in China auszugehen ist. Allein in Deutschland wurden im Jahr 2007 ca. 45 Millionen Festnetzanschlüsse durch die deutschen Telekommunikationsunternehmen bereitgestellt.
Aus rechtlicher Sicht ist nach überwiegender Rechtsmeinung ein Telefonvertrag eine komplexe Kombination von Miete und Werkvertrag. Soweit der Telefonanbieter dem Kunden auch ein Gerät zur Verfügung stellt, liegt zudem ein Kaufvertrag vor. Soweit der Telefonanbieter auch Telefongebühren für andere Telefonanbieter abrechnet wie etwa beim Call-by-Call-Verfahren, wird zudem mit dem Kunden ein Dienstvertrag geschlossen.
In der Regel sind bei Gesamtbetrachtung bei der Leistungserbringung verschiedene Personen beteiligt. Zum einen bestehen Rechtsverhältnisse zwischen dem Kunden und dem Telefonanbieter, zum anderen muss der Telefonanbieter sich gegenüber einem anderen Netzbetreiber und/oder Telefonanbieter mit Leistungen eindecken. Aus Verbrauchersicht ist lediglich das Vertragsverhältnis Kunde-Telefonanbieter von Bedeutung, da der Kunde gegenüber seinem Telefonanbieter einen Anspruch auf Erfüllung des Telefonvertrages hat.
Die Regelungen über den Telefonvertrag sind auf jede technische Realisierung anwendbar. Demnach gelten nachfolgende Ausführungen für Festnetzanschlüsse, Handyverträge, DSL-Internetanschlüsse und Voice-over-IP-Anschlüsse.

## Pflichten des Telefonanbieters gegenüber dem Kunden

### Freischaltung des Telefonanschlusses
Die Freischaltung des Telefonanschlusses stellt keinen zusätzlichen Vertragsschluss dar. Die Freischaltung ist Voraussetzung für die Erreichbarkeit des Anschlusses. Die Erreichbarkeit des Telefonanschlusses unterliegt dem Mietvertragsrecht, siehe unten.
Somit ist die Freischaltung Teil der Pflichten zur Erfüllung des Mietvertrages, somit als kein eigenständiger Vertragsbestandteil. Jedoch wird fast immer zwischen Telefonanbieter und dem Kunden durch AGB-Klausel eine zusätzliche Vergütung dafür vereinbart.

### Erreichbarkeit des Telefonanschlusses
Zunächst verpflichtet sich der Telefonanbieter gegenüber dem Kunden den physischen Zugang zum Telefonnetz bereitzustellen und dem Kunden die Erreichbarkeit seines Anschlusses zu ermöglichen. Die Erreichbarkeit des Kunden wird durch Bereitstellung einer Telefonnummer ermöglicht, welche dem Kunden nun zur Nutzung bereitsteht.  Damit wird dem Kunden ein Telefonanschluss überlassen. Bei der Überlassung des Telefonanschlusses wird zwischen den Parteien ein Mietvertrag gem. §§ 535 ff. BGB geschlossen.
Die Erreichbarkeit des Kunden für eingehende Telefonate bemisst sich somit nach Mietrecht. Der monatlich anfallende Mietzins wird üblicherweise bei der Abrechnung in der Rechnung als Grundgebühr angegeben.

### Ausgehende Telefonate des Kunden
Soweit der Kunde selbst Telefonate führt, wird neben zur Bereitstellung der Telefonleitung zur Nutzung eine zusätzliche Leistung erbracht. Die beim Telefonieren anfallenden Telefongebühren unterliegen den Regelung des Werkvertragsrechts. Es gelten die Regelung über den Werkvertrag gem. §§ 631 ff. BGB.
Bei der Anwahl einer Nummer (ausgehendes Telefonat) schuldet der Telefonanbieter seinem Kunden einen Erfolg, nämlich das Herstellen einer Verbindung zum angewählten Anschluss. Das Schulden eines konkreten Erfolgs definiert die Anwendbarkeit des Werkvertragsrechts.
Für jede erfolgreich angewählte Verbindung entsteht jeweils ein zusätzlicher Werkvertrag. Demnach schuldet der Kunde seinem Telefonanbieter die Zahlung der auf die Verbindung anfallenden Gebühren nach Maßgabe der in den Telefonvertrag einbezogenen Preisliste.

### Vereinbarung einer Telefonflatrate
Bei Vereinbarung einer Telefonflatrate ist zunächst zu bestimmen, auf welche Formen von Telefongesprächen sich die Kostenpauschale (sogenannte Flatrate) bezieht.
Derzeit werden folgende Telefon-Flatrates angeboten:
- Pauschale für Verbindungen für das Festnetz
- Pauschale für Verbindungen in alle/ einzelne Handynetze
- Pauschale für Verbindungen in bestimmte Länder in Europa/ außerhalb Europas

Grundsätzlich ist die rechtliche Einordnung von Telefon-Flatrates unabhängig vom vereinbarten Umfang der Kostenpauschalen. Grundsätzlich gilt als vereinbarte Vergütung, dass für die vereinbarten Verbindungen alle Gespräche pauschal abgegolten sind. Dies entspricht der vereinbarten Vergütung gem. § 631 I BGB.

### Bereitstellung eines subventionierten Gerätes
Soweit der Telefonanbieter Voice-over-IP-Telefonanschluss bzw. eine DSL-Internetleitung bereitstellt, ist dazu der Einsatz besonderer Hardware wie Router und Splitter notwendig. Im Rahmen des Telefonvertrages wird dazu ein Kaufvertrag gem. §§ 433 ff. BGB geschlossen. Die Hardware wird regelmäßig unter Eigentumsvorbehalt übereignet. Die Eigentumsverschaffung erfolgt durch den Telefonanbieter erst nach der vertraglich vereinbarten Vertragslaufzeit. Zudem wird die Übereignung an die Bedingung geknüpft, dass der Kunde im vollen Umfang seine Zahlungsverpflichtung im Vertragszeitraum erfüllt hat. Demgegenüber erhält der Kunde die Hardware zum vergünstigten Preis bzw. kostenlos, wobei wirtschaftlich betrachtet der Kunde durch erhöhte Kosten für das Gesamtpaket letztlich auch die Hardware mitbezahlt.
Durch diesen bedingten Kaufvertrag haben beide Parteien einen Vorteil. Der Telefonanbieter kann durch Bereitstellung der Hardware erst den Telefonanschluss gegenüber seinen Kunden bereitstellen. Der Kunde hat nach Ablauf der Vertragslaufzeit die Hardware zur freien Verfügung, da diese zum Schluss sein Eigentum wird.
Auf die gleiche Weise wird im Rahmen eines Handyvertrages ein subventioniertes Handy bereitgestellt und zum Vertragsende an den Kunden übereignet.

### Abrechnung von Telefongebühren anderer Telefonanbieter
Regelmäßig rechnet der Telefonanbieter des Kunden auch Telefongebühren ab, die andere Telefonanbieter dem Kunden in Rechnung stellen. Grund für diese Abrechnung von Telefongebühren Dritter kann sein, dass
1. der Kunde das Call-by-Call-Verfahren nutzt,
2. der Kunde in inländische Fremdnetze (Mobilfunknetz, fremdes Festnetz) telefonierte
3. der Kunde in das Ausland (ausländisches Mobilfunk- oder Festnetz) telefonierte.

Insoweit erbringt der eigene Telefonanbieter mit seiner Abrechnung gegenüber dem Kunden eine Dienstleistung, die sich nach den gesetzlichen Regeln über den Dienstvertrag gem. §§ 611 ff. BGB bestimmt. Nach dem zivilrechtlichen Grundsatz der Vertragsfreiheit kann der Telefonanbieter mitentscheiden, ob er diese Dienstleistung erbringen will. Jedoch unterliegt er gemäß § 15 Telekommunikations-Kundenschutzverordnung einem Kontrahierungszwang. Demnach hat der Telefonanbieter die gesetzliche Pflicht, eine solche Gesamtrechnung gegenüber seinem Kunden zu erstellen.

## Pflichten des Kunden gegenüber seinem Telefonanbieter
In der Regel erschöpft sich die Hauptleistungspflicht des Kunden in der Bezahlung der abgerechneten Leistungen. Aus dem Vertragsverhältnis ergeben nach allgemeinem Zivilrecht vertragliche Nebenpflichten, wie etwa Schutzpflichten und die Pflicht zur Leistungstreue.

## Geschichte
Bis zum Ende des Monopols der Deutschen Bundespost bzw. Deutsche Telekom Ende 1997 waren die wesentlichen Rechte und Pflichten von Telekom und Kunde nicht im Vertrag, sondern in der Telekommunikationsverordnung (TKV) verankert.
So entschied früher der Verwaltungsrat der Deutschen Bundespost auch über die Telefongebühren in der Bundesrepublik Deutschland.